# Санта Мартина (Ла Специја)
Санта Мартина је насеље у Италији у округу Ла Специја, региону Лигурија.
Према процени из 2011. у насељу је живело 21 становника. Насеље се налази на надморској висини од 74 м.